# Jaboroseae
Tribu
La tribu des Jaboroseae regroupe des plantes de la sous-famille des Solanoideae dans la famille des Solanaceae. 

## Liste des genres et espèces
Selon NCBI (3 mars 2012) :
- genre Discopodium
  - Discopodium penninervium
- genre Jaborosa
  - Jaborosa integrifolia
  - Jaborosa sativa
  - Jaborosa squarrosa